# Dwerglederkop
De dwerglederkop (Philemon meyeri) is een zangvogel uit de familie Meliphagidae (honingeters). Het is een endemische vogelsoort uit Nieuw-Guinea. Deze vogel is genoemd naar de Duitse natuuronderzoeker Adolf Bernhard Meyer.

## Kenmerken
De dwerglederkop is 22 cm lang en is daarmee de kleinste soort lederkop. Het is een onopvallende soort die vaker gehoord dan gezien wordt. Van alle lederkoppen is hij het donkerst, van boven is de vogel donker grijsbruin, op de borst iets lichter, naar de buik toe geleidelijk lichter tot grijs. De kop is donkerbruin en grotendeels bevederd. De snavel is relatief lang en gebogen.

## Verspreiding en leefgebied
De soort komt voor op het hoofdeiland Nieuw-Guinea behalve in Vogelkop, het zuiden in het gebied van de Fly en het centrale bergland hoger dan 500 tot 1000 m boven de zeespiegel.

## Status
De dwerglederkop heeft een enorm groot verspreidingsgebied en daardoor alleen al is de kans op de status kwetsbaar (voor uitsterven) uiterst gering. De grootte van de populatie is niet gekwantificeerd, maar de vogel is plaatselijk algemeen en de trend lijkt stabiel. Om deze redenen staat deze lederkop als niet bedreigd op de Rode Lijst van de IUCN.